# Nǐ hǎo
Nǐ hǎo (你好) is het Mandarijnse woord voor 'hallo'. Letterlijk vertaald betekent het 'jij goed', maar het is geen vraag, tenzij het 'vraagwoord' ma (吗 / 吗) wordt toegevoegd aan het einde. Dit luidt nǐ hǎo ma? (你 好吗 / 你 好吗); in het Nederlands: "Hoe gaat het met u?" Nǐ (你) is een enkelvoud en moet worden vervangen door nǐ men (你们 / 你们) bij de begroeting van meer dan één persoon, daarnaast is het informeel, het formele woord is NIN (您).
Het is onduidelijk wanneer dit in de Chinese geschiedenis de meest populaire begroeting is geworden. Traditioneel zeggen Chinezen "Xinghui "(幸会) als een algemene groet voor "hallo".

## Andere talen
In sommige Turkse talen zijn er soortgelijke groeten als deze Chinese. Dit kan een afspiegeling zijn van de culturele contacten tussen oude Chinese en Turkse stammen.
In Kazachstan zegt men 'Yaqşime siz' als groet; dit letterlijk betekent 'goed jij'. Ook in het Oeigoers en in het Tataars gebruikt men zulke vormen: 'Yaxshimu siz', resp. 'İsänmesez'. In de moderne Turkse taal is er geen equivalente uitdrukking. 
In het Engels wordt "How do you do?" beantwoord met "How do you do?": het is dus niet te verwarren met "How are you?"
"Jij goed" is misschien niet grammaticaal correct in vele talen, maar diverse korte wenskaarten die het welzijn van een ander aangeven zijn gebruikelijk in andere talen. Hoewel een dergelijke korte groet meestal minder formeel is, bijvoorbeeld het Russische 'здоро́во' [zdarova], de Litouwse 'sveikas' en de Finse 'terve': dit zijn gemeenschappelijke manieren om te zeggen 'hoi', terwijl zij feitelijk betekenen 'gezond' en het Estse 'tervist' betekent '(ontvangen) gezondheid'.